# VM i snooker 1931
VM i snooker 1931 var de femte världsmästerskapen i snooker. Finalen hölls i Nottingham, England, Storbritannien. I turneringen deltog endast två spelare, Joe Davis och Tom Dennis. Joe Davis vann matchen och tog sitt femte VM av sammanlagt 15.

## Resultat

### Final
| Joe Davis | 25 - 21 | Tom Dennis |